# Jan Křtitel Václav Kalivoda
Jan Křtitel Václav Kalivoda (německy také jako Johann (Baptist) Wenzel Kalliwoda, 21. února 1801, Praha - 3. prosince 1866, Karlsruhe, Bádensko-Württembersko) byl český houslový virtuos a hudební skladatel.

## Život
S aktivním provozováním hudby započal již jako dítě, v letech 1811–1817 navštěvoval houslové oddělení Pražské konzervatoře, kde byl jeho učitelem Friedrich Wilhelm Pixis. Po absolutoriu školy byl celkem šest let houslistou v orchestru Stavovského divadla v Praze.
V roce 1822 absolvoval velkou koncertní cestu do Mnichova, zde se seznámil s knížetem Fürstenbergem, jenž jej krátce nato povolal do čela své dvorní kapely v Donaueschingenu. Dne 15. října téhož roku se oženil se sopranistkou Theresou Barbarou Brunettiovou, dcerou pražské herečky Therese Brunettiové a jejího manžela Joachima Brunettiho z pražské umělecké rodiny.
V Donaueschingenu pobyl až do roku 1853, kdy se odebral na odpočinek do Karlsruhe. Jako houslista se vyznačoval výrazností své hry, kterou však později zanedbával, neboť se věnoval svému povolání kapelníka a dále také hojně komponoval. Společně s manželkou podnikali turné, při kterém ji doprovázel na klavír.

## Dílo
Je autorem odhadem přibližně 250 až 300 skladeb, většina z nich je řazena do houslové literatury. Ta je velice přístupná, zejména co do její technické stránky, jež vyhovovala vkusu své doby, dnes je spíše málo známá.
Mnohem hodnotnější je Kalivodova tvorba symfonická, jež spadá do období raného romantismu. Ze sedmi symfonických skladeb, jež byly příznivě přijaty i Robertem Schumannem, jsou nejznámější koncerty f moll (op. 7) a V. z h moll (op. 106).
I další orchestrální skladby, jmenovitě četné předehry, prozrazují výrazný melodický talent, jakož i smysl pro působivou instrumentaci a živou rytmiku.
Kalivoda byl také operní skladatel, jeho opery Princezna Kristýna (Prinzessin Christine, 1828) a Blanda aneb Stříbrná bříza (Blanda, oder die silberne Birke, 1847) však zůstaly bez pronikavějšího úspěchu.